# Telstar 12
O Telstar 12 (também conhecido por Orion 2) é um satélite de comunicação geoestacionário da série Telstar construído pela Space Systems/Loral (SS/L), ele está localizado na posição orbital de 15 graus de longitude oeste e é operado pela Telesat Canada. O satélite foi baseado na plataforma LS-1300E e sua vida útil estimada é de 15 anos.

## História
O Orion 2 dispõe de 36 transponders em banda Ku de alta potência. Foi lançado no slot orbital localizado a 15 graus de longitude oeste. A Space Systems/Loral estava em negociações com a Eutelsat, também um provedor de serviços via satélite, para completar a coordenação do satélite Orion 2 com o satélite Eutelsat na região.
O Orion 2 expandiu significativamente a capacidade existente de satélite da Loral Skynet sobre do Atlântico, que abrange toda a Europa - desde o Oceano Atlântico até os Montes Urais - bem como na América do Sul e da costa leste da América do Norte. Além disso, o satélite fornece cobertura com feixe concentrado na África do Sul.
O satélite entrou em serviço no final de dezembro, depois de elevar a órbita e testes em órbita serem completos. A Loral Skynet conseguiu  adquirir a capacidade do Orion 2.
Com 10.600 watts o satélite é baseado na plataforma LS-1300E, o corpo do mesmo é estabilizado por três eixos. O mesmo foi projetado para atingir uma longa vida útil em órbita - neste caso 15 anos - através do uso de um sistema de propulsão bipropelente e um sistema de força de polarização para uma excelente estação de manutenção e estabilidade orbital. Painéis solares e baterias de níquel-hidrogênio fornecem energia elétrica ininterrupta.
Em 1998, a Orion Network Systems foi comprada pela Loral Skynet. Então, o Orion 2 foi renomeado para Telstar 12 logo após ser lançado em órbita. Em 2007, a Loral Skynet se fundiu com a empresa canadense Telesat Canada.

## Lançamento
O satélite foi lançado com sucesso ao espaço no dia 19 de outubro de 1999, por meio de um veículo Ariane-44LP H10-3 a partir do Centro Espacial de Kourou, na Guiana Francesa. Ele tinha uma massa de lançamento de 3.814 kg.

## Capacidade e cobertura
O Telstar 12 era equipado com 38 transponders em banda Ku, permitindo a comunicação de áudio e vídeo para as Américas, Europa e África.